# Nina Abramowa
Nina Timofiejewna Abramowa (ros. Нина Тимофеевна Абрамова; ur. w 1932) — radziecka filozof.

## Życiorys
W 1956 ukończyłа wydział filozofii Moskiewskiego Uniwersytetu Państwowego. Od 1963 była pracownikiem Instytutu Filozofii Akademii Nauk ZSRR, doktorem nauk filozoficznych (od 1975) . Obszarem jej zainteresowań naukowych są filozofia i metedologia nauki oraz teoria poznania.

## Wybrane prace
- Prace z dziedziny filozofii i metodologii nauk, w tym książki:
  - Cełostnostʹ i uprawlenije (1974);
  - Jedinstwo naucznogo znanija i kibiernietika (1985)[1] .